# Carl Östberg (tecknare)
Carl Östberg var en svensk tecknare.
Östberg som var äldre bror till Gustaf Östberg var verksam som tecknare i början av 1800-talet. Hans teckningar består av genremotiv och han finns representerad vid bland annat Uppsala universitetsbibliotek.